# Meer (Limburg)
Meer is een dorp in Val-Meer, wat een deelgemeente is van Riemst.
Meer verschijnt voor het eerst in een schenkingsakte uit 959, en wel als Mheer. Het patronaatsrecht van het kerkje werd toen aan het Sint-Martinuskapittel te Luik geschonken.
Meer vormde in de feodale tijd, samen met Bolder, de heerlijkheid Meer en Bolder, waarvan de zetel zich in Bolder bevond.
In 1796 werd deze heerlijkheid opgeheven en gesplitst in Bolder, wat bij de gemeente Zichen-Zussen-Bolder werd gevoegd, en Meer, wat bij de gemeente Val-Meer terechtkwam.
In Val bevindt zich de Sint-Severinuskapel. Dit was een kwartkerk van de parochie van Millen, maar werd begin 19e eeuw een zelfstandige parochie, die echter in 1898 bij de parochie van Val werd gevoegd.
In 1856 werd bij de (toenmalige) Sint-Severinuskerk een klooster gebouwd door de Zusters van Liefde. Zij verbleven er tot 1961. Vervolgens werd het klooster gekocht door de parochie van Val-Meer, maar weer doorverkocht aan particulieren. Het kerkje bleef echter, nu als kapel, een gebedshuis.

## Nabijgelegen kernen
Val, Riemst, Herderen, Millen